# Project Gotham Racing (seria)
Project Gotham Racing – seria gier wyścigowych wyprodukowanych przez Bizarre Creations. Project Gotham Racing Mobile została wyprodukowana przez Glu Mobile a Project Gotham Racing: Ferrari Edition przez Pixelbite.

## Seria Project Gotham Racing
- Metropolis Street Racer (prequel serii) – 3 listopada 2000
- Project Gotham Racing – 14 listopada 2001
- Project Gotham Racing 2 – 17 listopada 2003
- Project Gotham Racing 3 – 16 listopada 2005
- Project Gotham Racing Mobile – 14 lutego 2007
- Project Gotham Racing 4 – 2 października 2007
  - zawartość do pobrania:
    - Free Challenge Pack – 12 lutego 2008
    - Premium Challenge Pack – 12 lutego 2008
- Project Gotham Racing: Ferrari Edition – 11 listopada 2009

| Gra                                    | GameRankings                 | Metacritic                   |
| -------------------------------------- | ---------------------------- | ---------------------------- |
| Project Gotham Racing                  | Xbox: 87,34% (z 65 recenzji) | Xbox: 85/100 (z 35 recenzji) |
| Project Gotham Racing 2                | Xbox: 93,16% (z 86 recenzji) | Xbox: 90/100 (z 50 recenzji) |
| Project Gotham Racing 3                | X360: 88,59% (z 93 recenzji) | X360: 88/100 (z 75 recenzji) |
| Project Gotham Racing Mobile           | –                            | –                            |
| Project Gotham Racing 4                | X360: 86,42% (z 70 recenzji) | X360: 85/100 (z 60 recenzji) |
| Project Gotham Racing: Ferrari Edition | –                            | –                            |